# دوك إليوت
دوك إليوت (بالإنجليزية: Doc Elliott)‏ هو لاعب كرة قدم أمريكية أمريكي، ولد في 6 أبريل 1900 في يونغزتاون في الولايات المتحدة، وتوفي في 11 يناير 1976 في فورت مايرز في الولايات المتحدة.

## وصلات خارجية
- دوك إليوت على موقع مرجع كرة القدم المحترفة.كوم (الإنجليزية)